# Tremlak
Tremlak (deutsch Termlack) ist ein Ort in der polnischen Woiwodschaft Ermland-Masuren. Er gehört zur Landgemeinde Lidzbark Warmiński (Heilsberg) im Powiat Lidzbarski (Kreis Heilsberg).

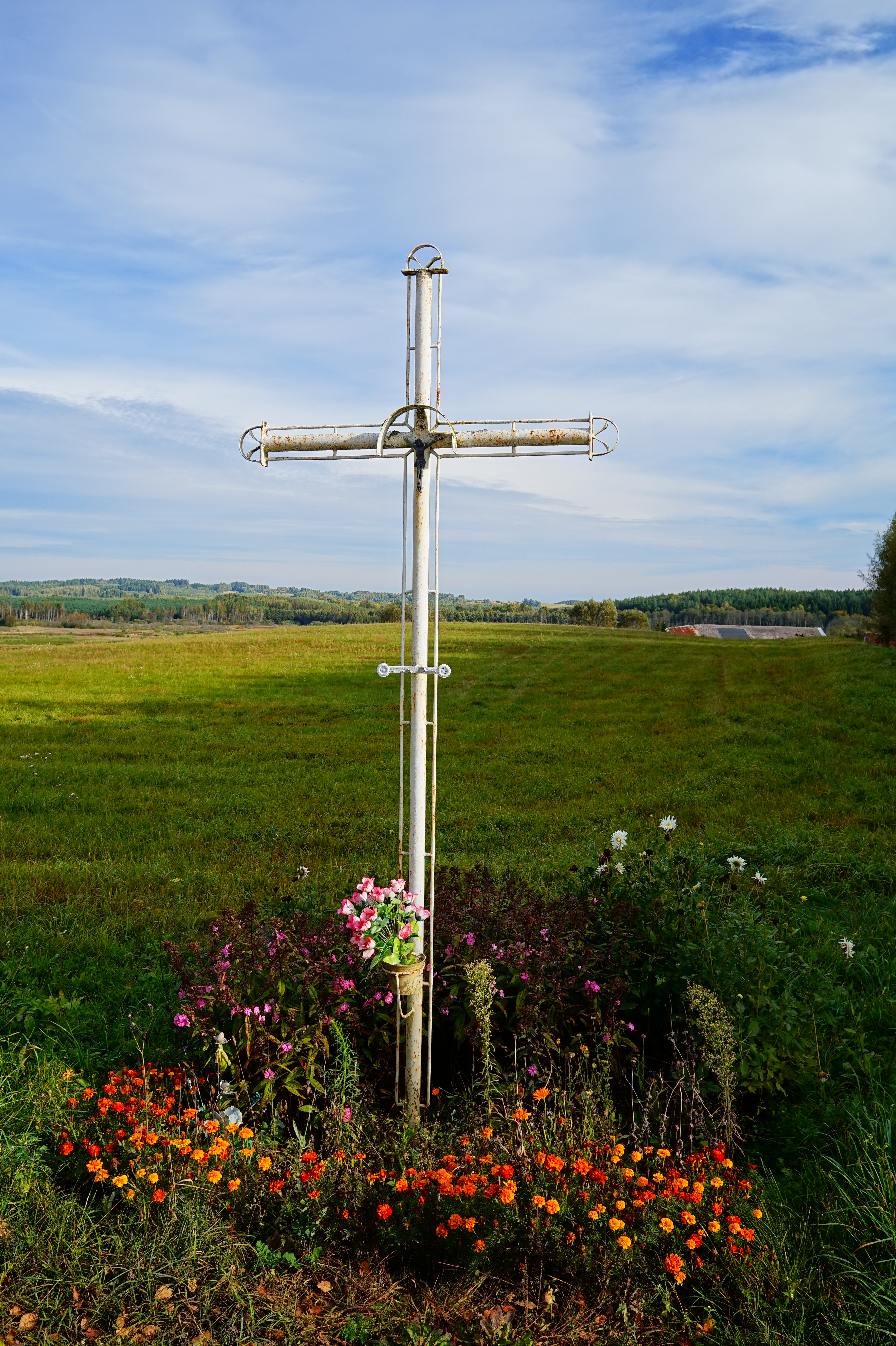
Wegekreuz bei Tremlak

|  |

## Geographische Lage
Tremlak liegt westseitlich des Blankensees (polnisch Jezioro Blanki) im nördlichen Westen  der Woiwodschaft Ermland-Masuren, zwölf Kilometer südlich der Kreisstadt Lidzbark Warmiński (Heilsberg).

## Geschichte
Der kleine Ort Termlack bestand aus ein paar kleinen Gehöften und wurde als Gutsbezirk im Jahre 1874 in den neu errichteten Amtsbezirk Stolzhagen (polnisch Kochanówka) im ostpreußischen Kreis Heilsberg, Regierungsbezirk Königsberg. Im Jahre 1910 zählte Termlack 18 Einwohner.
Am 30. September 1928 verlor Termlack seine Eigenständigkeit, als nämlich der Gutsbezirk in die benachbarte Landgemeinde Soritten (polnisch Suryty) eingegliedert wurde.
Im Jahre 1945 wurde das gesamte südliche Ostpreußen in Kriegsfolge an Polen abgetreten. Termlack erhielt die polnische Namensform „Tremlak“ und ist heute eine Osada (= „Siedlung“) innerhalb der Gmina Lidzbark Warmiński (Landgemeinde Heilsberg) im Powiat Lidzbarski (Kreis Heilsberg), von 1975 bis 1998 der Woiwodschaft Olsztyn, seither der Woiwodschaft Ermland-Masuren zugehörig.

## Religion
Tremlak ist heute wie Termlack bereits vor 1945 in die römisch-katholische Kirche Kochanówka (Stolzhagen), jetzt im Erzbistum Ermland gelegen, eingepfarrt.
Bis 1945 gehörte Termlack außerdem zum evangelischen Kirchspiel Heilsberg in der Kirchenprovinz Ostpreußen der Kirche der Altpreußischen Union. Heute ist die Siedlung der Diözese Masuren der Evangelisch-Augsburgischen Kirche in Polen zugeordnet.

## Verkehr
Tremlak liegt an der Nebenstraße 1533N, die von Lidzbark Warmiński (Heilsberg) in südlicher Richtung bis nach Blanki (Blankensee) am gleichnamigen See führt. Die Straße 1418N verbindet Kochanówka (Stolzhagen) außerdem mit Tremlak.
Eine Bahnanbindung besteht nicht.